# Notacanthurus baekdu
Notacanthurus baekdu is een haft uit de familie Heptageniidae. De wetenschappelijke naam van de soort is voor het eerst geldig gepubliceerd in 1997 door Bae.
De soort komt voor in het Palearctisch gebied.